# 沃德勒维尔
沃德勒维尔（法語：Vaudreville，法語發音：[vodʁəvil]）是法国芒什省的一个市镇，属于瑟堡区。

## 地理
沃德勒维尔（49°31'2"N, 1°22'14"W）面积3.03 平方千米，位于法国诺曼底大区芒什省，该省份为法国西北部沿海省份，西、北、东北三面环大西洋，东起顺时针与卡爾瓦多斯省、奧恩省、马耶讷省和伊勒-维莱讷省接壤。
与沃德勒维尔接壤的市镇（或旧市镇、城区）包括：圣马丹多杜维尔、莱斯特尔、蒙特堡、奥兹维尔、圣弗洛克塞勒、圣日耳曼-德图尔讷比。

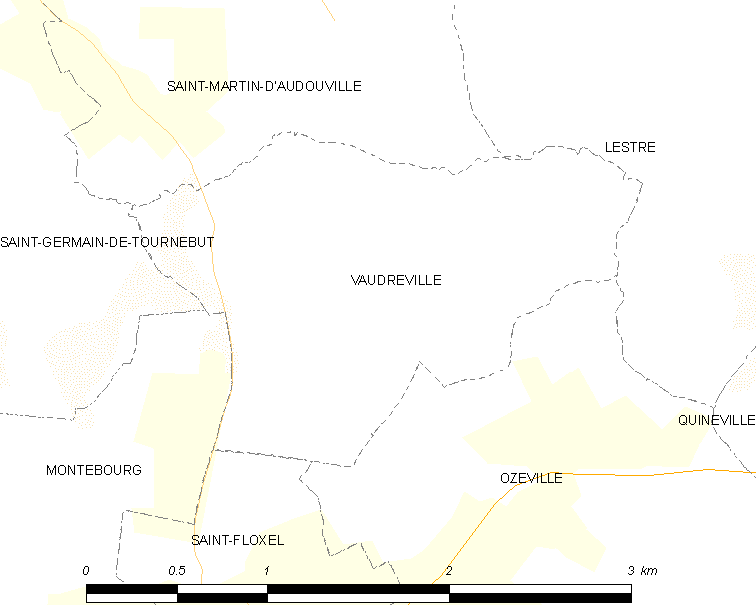
沃德勒维尔的OSM定位图

沃德勒维尔的时区为UTC+01:00、UTC+02:00（夏令时）。

## 行政
沃德勒维尔的邮政编码为50310，INSEE市镇编码为50621。

## 政治
沃德勒维尔所属的省级选区为瓦洛涅县。

## 人口

1962-2008年间沃德勒维尔人口变化图示

沃德勒维尔于2022年1月1日时的人口数量为72人。